# Dubové (okres Zvolen)
Dubové je obec na Slovensku v okrese Zvolen. Žije zde 385 obyvatel.

## Historie
První písemná zmínka o obci pochází z roku 1225, kde je zmiňována jako terra Duboudyl (pojmenování pochází od dubových lesů).

## Doprava
Obec je spojená silnicí III. třídy se silnicí I/66. Nejbližší železniční zastávka se nachází v obci Podzámoček.

## Obyvatelstvo
Podle posledního sčítání lidu z roku 2011 žilo v obci 258 obyvatel. Z toho bylo 237 Slováků, jeden Rom, jeden Čech a 19 lidí neuvedlo svoji národnost.
117 lidí se hlásilo k evangelické církvi, 96 k římskokatolické církvi, 3 k řeckokatolické církvi a jeden člověk k neoapoštolské církvi. 19 lidí bylo bez vyznání a 22 své náboženské přesvědčení neuvedlo.

## Kultura a zajímavosti

### Památky
- Evangelický kostel, jednolodní neoklasicistní stavba s polygonálně ukončeným presbytářem a věží tvořící součást hmoty kostela z let 1866–1867. Kostel byl obnoven v roce 1900, vnitřní výmalba je z roku 1907. V interiéru se nachází protestantská empora. Oltář pochází z doby vzniku kostela, oltářní obraz Kristus je od J. Jordánského. Podobně i kazatelna a křtitelnice pocházejí ze stejné doby.[5] Fasáda kostela je členěna lizénovými pásy, věž je jehlicovitě ukončena.